# Eyjeaux
Eyjeaux é uma comuna francesa na região administrativa da Nova Aquitânia, no departamento de Alto Vienne. Estende-se por uma área de 24,23 km². Em 2010 a comuna tinha 1 345 habitantes (densidade: 55,5 hab./km²).